# جوناثون تايلور
جوناثون تايلور (بالإنجليزية: Jonathon Taylor)‏ هو لاعب كرة قدم نيوزيلندي، ولد في 12 سبتمبر 1979. شارك مع منتخب نيوزيلندا لكرة القدم. أما مع النوادي، فقد لعب مع Hawke's Bay United FC ‏.

## وصلات خارجية
- جوناثون تايلور على موقع الاتحاد الدولي (مؤرشف)  (الإنجليزية)
- جوناثون تايلور على موقع قاعدة بيانات كرة القدم.إي يو (الإنجليزية)